# Toroiaga
Toroiaga – szczyt w rumuńskich Górach Marmaroskich o wysokości 1927 m n.p.m.

## Charakterystyka
Góra (zbudowana z łupków epimetamorficznych oraz andezytycznych) ma kilka wierzchołków i jest jednym z najwyższych i najlepszych widokowo punktów w Górach Marmaroskich, z racji usytuowania blisko Borsy i Alp Rodniańskich. Z wierzchołków widać m.in.: Howerlę (2049 m n.p.m., 50 km), Brebeneskuł (2026 m n.p.m., 42 km), Popa Iwana (2013 m n.p.m., 36 km), Vârful Puzdrelor (2166 m n.p.m., 17 km), Pietrosul Rodnei (2303 m n.p.m., 17 km) oraz Popa Iwana Marmaroskiego (1923 m n.p.m., 36 km). Góra wznosi się wysoko nad okolicą i ma niewielką powierzchnię szczytową, strome zbocza i wysokości względne rzędu 300 metrów i więcej. Na zachodnich stokach znajdują się obszary źródliskowe rzeki Novăț.

## Turystyka
Najłatwiejsze wejście prowadzi z Culmea Fantanii przez grzbiet o tej samej nazwie (ścieżka nieznakowana). Oznakowany jest jeden szlak wejściowy prowadzący przez przełęcz Lucaciasa, gdzie znajduje się samoobsługowy schron Refugiul Montan Lucaciasa.